# Brasil en la Copa Mundial de Fútbol de 1978
La Copa Mundial de Fútbol de 1978 fue la undécima vez que la Selección de fútbol de Brasil participó en una Copa del Mundo. Fue y sigue siendo el único país que participó en todas las ediciones del torneo FIFA.
El equipo fue dirigido por Cláudio Coutinho y los capitanes fueron Roberto Rivelino y Emerson Leão. Brasil obtuvo el tercer puesto.

## Clasificación

### Grupo 1
| Equipo   | Pts | PJ | PG | PE | PP | GF | GC | Dif |
| -------- | --- | -- | -- | -- | -- | -- | -- | --- |
| Brasil   | 6   | 4  | 2  | 2  | 0  | 8  | 1  | 7   |
| Paraguay | 4   | 4  | 1  | 2  | 1  | 3  | 3  | 0   |
| Colombia | 2   | 4  | 0  | 2  | 2  | 1  | 8  | -7  |

| Fecha                 | Lugar          | Partido  | Partido             | Partido | Partido             | Partido  |
| --------------------- | -------------- | -------- | ------------------- | ------- | ------------------- | -------- |
| 20 de febrero de 1977 | Bogotá         | Colombia |                     | 0:0     |                     | Brasil   |
| 9 de marzo de 1977    | Río de Janeiro | Brasil   |                     | 6:0     |                     | Colombia |
| 13 de marzo de 1977   | Asunción       | Paraguay | Bandera de Paraguay | 0:1     |                     | Brasil   |
| 20 de marzo de 1977   | Río de Janeiro | Brasil   |                     | 1:1     | Bandera de Paraguay | Paraguay |

### Ronda final
| Equipo  | Pts | PJ | PG | PE | PP | GF | GC | Dif |
| ------- | --- | -- | -- | -- | -- | -- | -- | --- |
| Brasil  | 4   | 2  | 2  | 0  | 0  | 9  | 0  | 9   |
| Perú    | 2   | 2  | 1  | 0  | 1  | 5  | 1  | 4   |
| Bolivia | 0   | 2  | 0  | 0  | 2  | 0  | 13 | -13 |

| Fecha               | Lugar                       | Partido | Partido | Partido | Partido | Partido |
| ------------------- | --------------------------- | ------- | ------- | ------- | ------- | ------- |
| 10 de julio de 1977 | Santiago de Cali (Colombia) | Brasil  |         | 1:0     |         | Perú    |
| 14 de julio de 1977 | Santiago de Cali (Colombia) | Brasil  |         | 8:0     |         | Bolivia |

## Campaña de Clasificatorias

### Goleadores de Brasil
5 goals
- Zico

4 goals
- Roberto Dinamite

2 goals
- Gil
- Marinho Chagas

1 goal
- Toninho Cerezo
- Marcelo Oliveira
- Roberto Rivelino

### Asistencias de Brasil
3 asistencias
- Zico

2 asistencias
- Toninho Cerezo

1 asistencias
- Roberto Dinamita
- Paulo Cézar Lima
- Roberto Rivelino
- Reinaldo

## Preparación para el Mundial
Brasil ganó la Copa del Atlántico 1976 y el Torneo Bicentenario de los Estados Unidos mientras era entrenado por Osvaldo Brandão. Cláudio Coutinho tomó el relevo tras el debut de Brasil en las eliminatorias con un empate 0-0 con Colombia.
Al salir, Brandão sugirió una intervención del gobierno militar: "No, no fue un simple 0-0 lo que me hizo dimitir. Después de todo, fuera de casa ganamos un punto y no perdimos. Dimití para quedarme con todo tranquilo en el CDB. Tengo la conciencia tranquila. Dejo el cargo sin problemas con nadie. Ni siquiera con la prensa de Río, como dice la gente. No quería crear problemas con nadie. Ni siquiera con la almirante (en probable alusión a las recientes críticas del ministro Ney Braga de Educación y Cultura). Mis pensamientos permanecen conmigo mismo... Pero tampoco creo que sea el momento adecuado para hablar."
Brasil vio nacer una nueva generación de jugadores. Zico surgió como el heredero de Pelé, como delantero, que regateaba, daba muchas asistencias y marcaba goles. Zico fue el máximo goleador y líder de asistencias de Brasil en las eliminatorias.
Siguiendo el consejo de Emerson Leão, quien afirmó haber exigido ser titular en 1974, Paulo Roberto Falcão exigió ser titular del Brasil, pero fue despedido por el técnico Cláudio Coutinho y no fue convocado para el Mundial.  La convocatoria fue controvertida y algunos jugadores utilizados en las eliminatorias como Marinho Chagas y Caju no fueron convocados para el Mundial.

## Campaña de la Copa del Mundo
En la primera fase, Brasil debutó 1-1 contra Suecia. Nelinho sacó un córner y Zico marcó el gol de la victoria, pero fue anulado por el árbitro, que alegó que el partido había terminado durante el saque de esquina. Leão acusó al árbitro de malicia: "O no deja sacar un córner o pita el final del partido". Para La Nación, Rivelino fue la "estrella solitaria", mientras que Zico, Gil y Reinaldo decepcionaron. Para el argentino Clarín, Brasil fue un "equipo sin ataque". Coutinho culpó a los jugadores: "Ningún esquema táctico puede funcionar si fallan las individualidades".
El segundo partido fue un empate a 0-0 con España. Rivelino sufrió un golpe en el primer partido y no jugó el segundo. Amaral salvó un gol en la línea. Coutinho culpó al terreno de juego: "Nuestro fútbol, el fútbol de toques, pases medidos, tablas y arrancadas, es literalmente incompatible en este mal terreno." Zico explicó: "La falta de extremos es uno de los problemas del equipo, porque sobrecarga el trabajo en el centro del ataque. (...) No soy sólo yo, sino que casi todos los jugadores no están rindiendo como deberían.". Alfredo Di Stéfano analizó: "Vi a Brasil parado, sin penetración, sin línea de juego. (...) No hubo juego por fuera". Para La Nación, "el juego de Brasil es terriblemente monótono".
Brasil, que necesitaba ganar a Austria para clasificarse, sólo venció por 1-0. Jorge Mendonça entró por Zico y Roberto Dinamite por Reinaldo. Rodrigues Neto ha declarado: "En los partidos anteriores, con Zico y Reinaldo, el equipo utilizaba el fútbol de toque y tenía muchos problemas para pasar del centro del campo. Con Mendonça y Roberto, nuestro ataque amenazó más y consiguió muchas faltas cerca del área."
En semifinales, Brasil venció a Perú por 3-0. Para João Saldanha, lo más destacado fue la defensa y la combinación del mediocampo. Para el Jornal do Brasil, Dirceu demostró ser uno de los jugadores más completos del mundo: "Además de moverse con una velocidad impresionante durante 90 minutos, sabe disparar, se mueve con inteligencia" y vuelve a ayudar a la defensa.
El siguiente choque fue el más difícil para Brasil en la Copa del Mundo, contra su archirrival Argentina. Disputado y violento, el partido se conoció como "La batalla de Rosario" y terminó 0-0. Según Gilberto Alves: "Jugamos con un equipo muy defensivo porque Cerezo no quería jugar. Dijo que sufría una 'contractura' (...) Entrevistaron a todo el mundo y querían saber por qué Cerezo no quería jugar y yo dije: 'Mira, Cerezo se ha acobardado'. Era un poco bocazas, pero lo dije, porque soy muy hablador y un bocazas, nadie quería decirlo, pero lo dije. Cerezo tuvo una contractura a la salida del hotel, en aquel momento, le dolía aquí, le dolía, el médico no tenía [nada que hacer], hoy se lo pone en la resonancia, no hay nada, le cuesta más dar la vuelta. (...) En el siguiente partido, Cerezo se recuperó de la contractura. Eso nos dolió a todos. Porque Cerezo nos daba dinamismo, una salida muy buena, calidad con el balón, y nos decepcionó."
En el último partido contra Polonia, el equipo se impuso por 3-1. Zico volvió a la titularidad en lugar de Jorge Mendonça, pero se lesionó y no jugaría en el partido por el tercer puesto. Rivellino volvió a jugar, lesionado desde el partido inaugural. Para el Jornal do Brasil: "Cinco minutos de buen fútbol dieron la victoria a Brasil". El equipo mostró la misma apatía que en otros partidos.
A pesar de los buenos resultados, Brasil no se clasificó para la decisión. Argentina goleó 6-0 Perú en un partido que se sospechaba "arreglado" y se hizo con el lugar gracias a la diferencia de goles.
El partido por el tercer puesto fue contra Italia, y Brasil ganó 2-1 para terminar el torneo invicto. El partido fue abucheado en los primeros minutos por la falta de objetividad de ambos equipos. La entrada de Rivelino cambió al equipo, según el Jornal do Brasil: "Dirigía, maldecía, orientaba, provocaba, irritaba (...). Su personalidad, su toque y su catimba desmoralizaron al equipo italiano. Si no se hubiera lesionado gravemente y perdido toda su forma física, podría haber sido la estrella del torneo".  El técnico Cláudio Coutinho acuñó entonces una expresión: "somos los campeones morales", dijo, en referencia a la polémica e inesperada derrota sufrida por Perú ante Argentina, que eliminó a Brasil de la pelea por el título. En protesta, los atletas nunca recibieron ninguna medalla, siendo la primera y única vez que un equipo que terminó en tercer lugar no fue premiado.

## Jugadores
| #  | Nac | Nombre           | Posición      | Edad | Club             |
| -- | --- | ---------------- | ------------- | ---- | ---------------- |
| 1  |     | Emerson Leão     | Portero       | 28   | Palmeiras        |
| 2  |     | Toninho          | Defensor      | 30   | Flamengo         |
| 3  |     | Oscar            | Defensor      | 24   | Ponte Preta      |
| 4  |     | Amaral           | Defensor      | 23   | Corinthians      |
| 5  |     | Toninho Cerezo   | Mediocampista | 23   | Atlético Mineiro |
| 6  |     | Edinho           | Defensor      | 23   | Fluminense       |
| 7  |     | Zé Sérgio        | Delantero     | 21   | São Paulo        |
| 8  |     | Zico             | Mediocampista | 25   | Flamengo         |
| 9  |     | Reinaldo         | Delantero     | 21   | Atlético Mineiro |
| 10 |     | Rivelino         | Mediocampista | 32   | Fluminense       |
| 11 |     | Dirceu           | Mediocampista | 26   | Vasco da Gama    |
| 12 |     | Carlos           | Portero       | 22   | Ponte Preta      |
| 13 |     | Nelinho          | Defensor      | 27   | Cruzeiro         |
| 14 |     | Abel             | Defensor      | 25   | Vasco da Gama    |
| 15 |     | Polozzi          | Defensor      | 22   | Ponte Preta      |
| 16 |     | Rodrigues Neto   | Defensor      | 28   | Botafogo         |
| 17 |     | Batista          | Mediocampista | 23   | Internacional    |
| 18 |     | Gil              | Delantero     | 27   | Botafogo         |
| 19 |     | Jorge Mendonça   | Delantero     | 24   | Palmeiras        |
| 20 |     | Roberto Dinamite | Delantero     | 24   | Vasco da Gama    |
| 21 |     | Chicão           | Mediocampista | 29   | São Paulo        |
| 22 |     | Valdir Peres     | Portero       | 27   | São Paulo        |
| DT |     | Cláudio Coutinho |               |      |                  |

## Participación

### Primera ronda

#### Grupo 3
| Equipo  | Pts | PJ | PG | PE | PP | GF | GC |
| ------- | --- | -- | -- | -- | -- | -- | -- |
| Austria | 4   | 3  | 2  | 0  | 1  | 3  | 2  |
| Brasil  | 4   | 3  | 1  | 2  | 0  | 2  | 1  |
| España  | 3   | 3  | 1  | 1  | 1  | 2  | 2  |
| Suecia  | 1   | 3  | 0  | 1  | 2  | 1  | 3  |

| 3 de junio de 1978 | Suecia      | 1:1 (1:1) | Brasil       | Est. José M. Minella, Mar del Plata                              |                                                                  |
|                    | Sjöberg 37' | Reporte   | Reinaldo 45' | Asistencia: 32.569 espectadores Árbitro(s): Clive Thomas (Gales) | Asistencia: 32.569 espectadores Árbitro(s): Clive Thomas (Gales) |

| 7 de junio de 1978 | Brasil | 0:0     | España | Est. José M. Minella, Mar del Plata                                 |                                                                     |
|                    |        | Reporte |        | Asistencia: 34.771 espectadores Árbitro(s): Sergio Gonella (Italia) | Asistencia: 34.771 espectadores Árbitro(s): Sergio Gonella (Italia) |

| 11 de junio de 1978 | Brasil               | 1:0 (1:0) | Austria | Est. José M. Minella, Mar del Plata                                |                                                                    |
|                     | Roberto Dinamite 40' | Reporte   |         | Asistencia: 35.221 espectadores Árbitro(s): Robert Wurtz (Francia) | Asistencia: 35.221 espectadores Árbitro(s): Robert Wurtz (Francia) |

### Segunda ronda

#### Grupo B
| Equipo    | Pts | PJ | PG | PE | PP | GF | GC | Dif |
| --------- | --- | -- | -- | -- | -- | -- | -- | --- |
| Argentina | 5   | 3  | 2  | 1  | 0  | 8  | 0  | 8   |
| Brasil    | 5   | 3  | 2  | 1  | 0  | 6  | 1  | 5   |
| Polonia   | 2   | 3  | 1  | 0  | 2  | 2  | 5  | -3  |
| Perú      | 0   | 3  | 0  | 0  | 3  | 0  | 10 | -10 |

| 14 de junio de 1978 | Brasil                           | 3:0 (2:0) | Perú | Est. Malvinas Argentinas, Mendoza                                    |                                                                      |
|                     | Dirceu 15' 28' · Zico 73' (pen.) | Reporte   |      | Asistencia: 31.278 espectadores Árbitro(s): Nicolae Rainea (Rumania) | Asistencia: 31.278 espectadores Árbitro(s): Nicolae Rainea (Rumania) |

| 18 de junio de 1978 | Argentina | 0:0     | Brasil | Est. Lisandro de la Torre, Rosario                                   |                                                                      |
|                     |           | Reporte |        | Asistencia: 37.326 espectadores Árbitro(s): Károly Palotai (Hungría) | Asistencia: 37.326 espectadores Árbitro(s): Károly Palotai (Hungría) |

| 21 de junio de 1978 | Brasil                                 | 3:1 (1:1) | Polonia  | Est. Malvinas Argentinas, Mendoza                                         |                                                                           |
|                     | Nelinho 12' · Roberto Dinamite 57' 63' | Reporte   | Lato 45' | Asistencia: 39.586 espectadores Árbitro(s): Juan Silvagno Cavanna (Chile) | Asistencia: 39.586 espectadores Árbitro(s): Juan Silvagno Cavanna (Chile) |

### Tercer lugar
| 1  | PO | Leão             |     |
| 3  | DF | Oscar            |     |
| 4  | DF | Amaral           |     |
| 13 | DF | Nelinho          |     |
| 16 | DF | Rodrigues Neto   |     |
| 5  | MC | Toninho Cerezo   | 64' |
| 11 | MC | Dirceu           |     |
| 17 | MC | Batista          |     |
| 18 | DE | Gil              | 45' |
| 19 | DE | Jorge Mendonça   |     |
| 20 | DE | Roberto Dinamite |     |
| DT | DT | Claudio Coutinho |     |

| 1  | PO | Dino Zoff            |     |
| 3  | DF | Antonio Cabrini      |     |
| 4  | DF | Antonello Cuccureddu |     |
| 5  | DF | Claudio Gentile      |     |
| 6  | DF | Aldo Maldera         |     |
| 8  | DF | Gaetano Scirea       |     |
| 9  | MC | Giancarlo Antognoni  | 78' |
| 13 | MC | Patrizio Sala        |     |
| 16 | MC | Franco Causio        |     |
| 18 | DE | Roberto Bettega      |     |
| 21 | DE | Paolo Rossi          |     |
| DT | DT | Enzo Bearzot         |     |

| 9  | DE | Reinaldo | 45' |
| 10 | MC | Rivelino | 64' |

| 17 | MC | Claudio Sala | 78' |

|  | 64' | Nelinho |
|  | 72' | Dirceu  |

|  | 38' | Franco Causio |

|  | 37' | Nelinho |
|  | 44' | Batista |

|  | 72' | Claudio Gentile |

| Árbitro             | Abraham Klein              |
| Árbitros asistentes | Alfonso González Archundia |
| Árbitros asistentes | Károly Palotai             |

## Goleadores[12]
3 goals
- Roberto Dinamite
- Dirceu

2 goals
- Nelinho

1 goal
- Zico
- Reinaldo

## Asistencias[12]
1 asistencia
- Roberto Dinamite
- Jorge Mendonça
- Toninho Cerezo
- Gilberto Alves